# 菜园坝街道
菜园坝街道，是中华人民共和国重庆市渝中區下辖的一个乡镇级行政单位，位于渝中半岛“下半城”：鹅岭南坡、长江北岸间，长约5公里的坝子上，以及长江的江心岛珊瑚坝。

## 行政区划
菜园坝街道下辖以下地区：
渝铁村社区、珊瑚湾社区、平安街社区、交通街社区和石板坡社区。